# 陈艾森

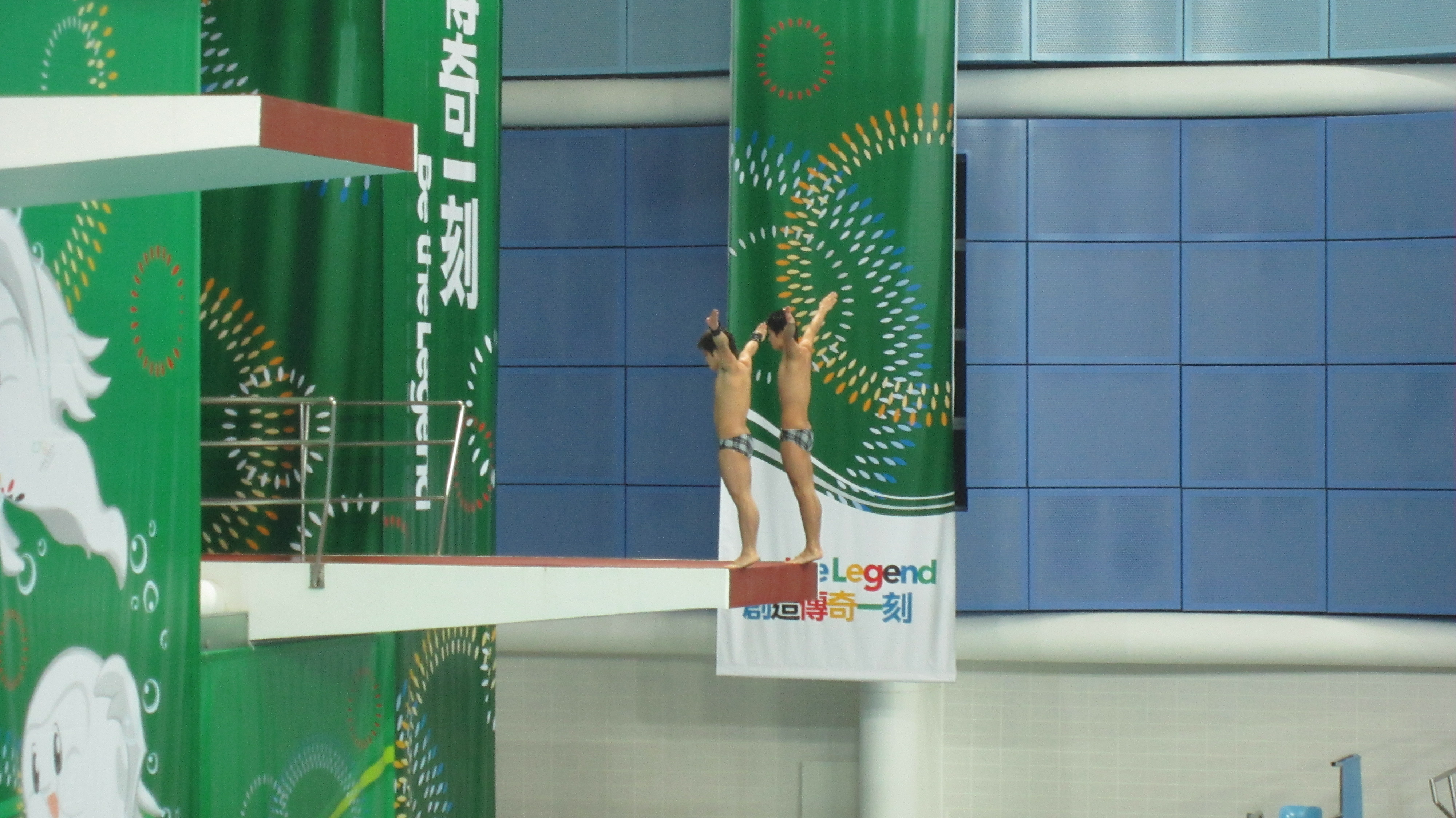
陈艾森與张雁全合作出戰2009年東亞運動會跳水比賽雙人10米跳台比賽

陈艾森（1995年10月22日—），广东广州人，中国男子跳水运动员，暨南大学2018届国际经济与贸易专业毕业生，2018年继续在暨大攻读研究生，是2016年里約熱內盧奧運會男子10米高台單人及雙人冠軍。

## 簡歷
2014年9月，陈艾森代表中国出戰韩国仁川舉行的亞洲運動會跳水比賽賽事，與张雁全合作在男子双人10米跳台夺得金牌，两人此前只磨合了一个星期。
2016年里約熱內盧奧運會上与林跃获得双人10米跳台金牌，之后又為中國隊重奪失落12年的男子十米高台跳水單人賽金牌（繼2004年雅典奧運會胡佳奪冠後），陈艾森成为第一位男子单双人10米台双料冠军，自此中國跳水隊終於首次包辦所有跳水單人項目金牌。

## 獎項

### 亞洲運動會
- 2014年亞洲運動會跳水比賽男子雙人10公尺高臺： - 金牌（與张雁全合作）

### 奧運會
- 2016年里约熱內盧奥运会男子10公尺高臺： -  金牌
- 2016年里约熱內盧奥运会男子雙人10公尺高臺： -  金牌（與林躍合作）
- 2021年東京奥运会男子双人十米跳板： - 銀牌（與曹緣合作）

### 跳水世界盃
- 2014年跳水世界盃團體項目： - 金牌（與黄小惠合作）
- 2016年跳水世界盃10公尺高臺： - 銀牌
- 2016年跳水世界盃男子雙人10公尺高臺： -  金牌（與林躍合作）

### 國際泳總世界跳水系列賽
- 2012年世界跳水系列賽男子雙人10公尺高臺（羅斯托克站）： - 銅牌
- 2012年世界跳水系列賽男子10公尺高臺（羅斯托克站）： - 金牌
- 2012年世界跳水系列賽男子10公尺高臺（馬德里站）： - 銀牌
- 2012年世界跳水系列賽男子雙人10公尺高臺（馬德里站、勞德代爾堡站）： - 金牌（與杨健、火亮合作）
- 2014年世界跳水系列賽男子10公尺高臺（倫敦站）： - 銀牌
- 2014年世界跳水系列賽男子雙人10公尺高臺（倫敦站）： - 金牌（與杨健合作）
- 2014年世界跳水系列賽男子10公尺高臺（莫斯科站）： - 金牌
- 2014年世界跳水系列賽男子雙人10公尺高臺（莫斯科站）： - 銀牌（與杨健合作）
- 2015年世界跳水系列賽男子雙人10公尺高臺（倫敦站、喀山站、杜拜站、北京站）： - 金牌（與林躍合作）
- 2015年世界跳水系列賽混雙3米板（杜拜站、北京站）： - 金牌（與何姿合作）
- 2016年世界跳水系列賽男子10公尺高臺（北京站、溫莎站、喀山站）： - 金牌
- 2016年世界跳水系列賽男子10公尺高臺（杜拜站）： - 銀牌
- 2016年世界跳水系列賽男子雙人10公尺高臺（北京站、杜拜站、溫莎站、喀山站）： - 金牌（與林躍合作）
- 2017年世界跳水系列賽男子10公尺高臺（北京站、廣州站、溫莎站、喀山站）： - 金牌
- 2017年世界跳水系列賽男子雙人10公尺高臺（北京站、廣州站、溫莎站、喀山站）： - 金牌（與楊昊合作）

### 國際泳總跳水大獎賽
- 2014年國際泳總跳水大獎賽男子10公尺高臺（馬德里站站）： - 金牌
- 2014年國際泳總跳水大獎賽男子雙人10公尺高臺（馬德里站站）： - 金牌（與杨健合作）

### 世界游泳錦標賽
- 2015年世界游泳錦標賽跳水比賽男子雙人10公尺高臺： - 金牌（與林躍合作）
- 2017年世界游泳錦標賽跳水比賽男子雙人10公尺高臺： - 金牌（與楊昊合作）
- 2017年世界游泳錦標賽跳水比賽男子10公尺高臺： - 銀牌
- 2019年世界游泳錦標賽跳水比賽男子雙人10公尺高臺： - 金牌（與曹緣合作）

## 外部連結
- 陈艾森的新浪微博
- 陈艾森的Instagram帳戶